# タスカルーサ
タスカルーサ (Tuskaloosa, Tuskalusa, Tastaluca, Tuskaluza、生年不詳 – 1540年) は、アメリカ先住民の指導者で、現在のアラバマ州にあったミシシッピ首長国(chiefdom) の大首長(paramount chief)。ミシシッピ首長国人は、チョクトー族やクリーク族の祖先となった。

## マビラの戦い
スペイン人征服者エルナンド・デ・ソトが領土の通過と補給を要求したことに対し断ったため、マビラ (Mabila) にて彼らと交戦した。タスカルーサの部隊は、ソト側に大きな被害を与えるも全滅した。

## 死後
アラバマ州タスカルーサは、彼から名づけられた。